# Eline Berings
Eline Berings (Bélgica, 28 de mayo de 1986) es una atleta belga especializada en la prueba de 60 m vallas, en la que consiguió ser campeona europea en pista cubierta en 2009.

## Carrera deportiva
En el Campeonato Europeo de Atletismo en Pista Cubierta de 2009 ganó la medalla de oro en los 60 m vallas, con un tiempo de 7.92 segundos que fue récord nacional belga, por delante de la checa Lucie Škrobáková (plata con 7.94 segundos que también fue récord nacional) y la irlandesa Derval O'Rourke.